# Thomas Linacre
Thomas Linacre o Lynaker (Canterbury, 1460 circa – Canterbury, 20 ottobre 1524) è stato un medico e umanista inglese a cui è intitolato il Linacre College di Oxford.

## Biografia

### Formazione
Erasmo da Rotterdam, in una lettera dell'ottobre 1519 destinata al celebre filosofo e medico Ambrogio Leone da Nola, afferma:
(Erasmo da Rotterdam)
Conduce i primi studi a Canterbury, (probabilmente presso la scuola del convento di Christ Church), guidato da William de Selling (o Tilly), uno dei primi grecisti inglesi che influenzò notevolmente la cultura di Linacre. All'età di 20 anni, nel 1480, si trasferisce per studiare a Oxford dove ha come insegnante di greco l'umanista italiano Cornelio Vitelli, e nel 1484 già insegna presso l'All Souls College. A Oxford conosce William Grocyn e William Latimer, futuri insegnanti di greco e suoi assistenti nel lavoro di traduzione. Nel 1485-1486 si reca in Italia con il suo primo maestro Selling che Enrico VII aveva inviato come ambasciatore al pontefice Innocenzo VIII. A Bologna, dove fu presentato ad Angelo Poliziano, si separò da lui per recarsi a Firenze.
Qui grazie a Lorenzo il Magnifico segue le lezioni di greco e latino che Poliziano e Demetrio Calcondila impartivano ai suoi giovani figli, Piero e Giovanni de' Medici (che, divenuto poi Papa col nome di Leone X, mostrerà di non aver dimenticato l'antico compagno di studi).
A Firenze rimane per un anno e successivamente va a Roma, dove stringe amicizia con un altro grande umanista, Ermolao Barbaro, che si pensa abbia stimolato in lui l'interesse per lo studio di Aristotele, Dioscoride Anazarbeo, Plinio, Galeno, e di altri scrittori antichi. Da Roma si trasferisce a Venezia, e qui entra a conoscenza del grande stampatore Aldo Manuzio da cui è ospitato e che in seguito pubblicherà la sua prima opera, la traduzione dal greco in latino del trattato astronomico di Proclo (Tractatus de Sphaera).
In seguito si reca a Padova, dove si laurea in medicina. 
Quindi si sposta a Vicenza, e in questa città prosegue i suoi studi indirizzato da Niccolò Leoniceno, famoso medico e umanista. Infine, nel 1491, torna in Inghilterra, dopo essere stato a Ginevra, Parigi e Calais.

### Medico e precettore
Stabilitosi a Oxford, grazie al suo bagaglio culturale e alla vasta conoscenza del greco, si trova in una posizione di grande rilievo, tanto da giungere ad insegnare il greco al famoso umanista Tommaso Moro e ad Erasmo da Rotterdam.
Intorno al 1500 - 1501 Linacre viene assegnato come precettore al giovane principe Arturo, compito perseguito fino alla morte di questo (aprile 1502). 
In seguito all'avvento di Enrico VIII (1509) Linacre viene anche nominato medico di corte.
A Londra esercita la professione di medico e si guadagna un'ampia fama: fra i suoi pazienti vi sono insigni studiosi e uomini di stato come Erasmo, John Colet, Tommaso Moro o il cardinale Thomas Wolsey.
Riceve inoltre vari benefici e incarichi ecclesiastici (probabilmente nel 1515 viene ammesso al diaconato e il 22 dicembre 1520 riceve gli ordini sacri).
Da questo momento abbandona la professione medica e si concentra prevalentemente sui suoi studi.
Nel 1523 riceve il suo ultimo incarico a corte, quello di precettore e medico della principessa Maria (la futura Maria I d'Inghilterra, tristemente famosa col nome di Maria la Sanguinaria). Tale compito rappresenta l'occasione per comporre una grammatica latina per la sua allieva (Rudimenta Grammatices). Tuttavia la sua salute si aggrava progressivamente e nel giugno del 1524 fa testamento, pur continuando a lavorare intensamente. Muore il 20 ottobre 1524 all'età di circa sessantaquattro anni. Viene sepolto nell'antica Cattedrale di San Paolo, dove nel 1557 viene posta sulla sua tomba una lapide destinata a ricordarlo.

#### Principali contributi

##### Promozione della professione medica

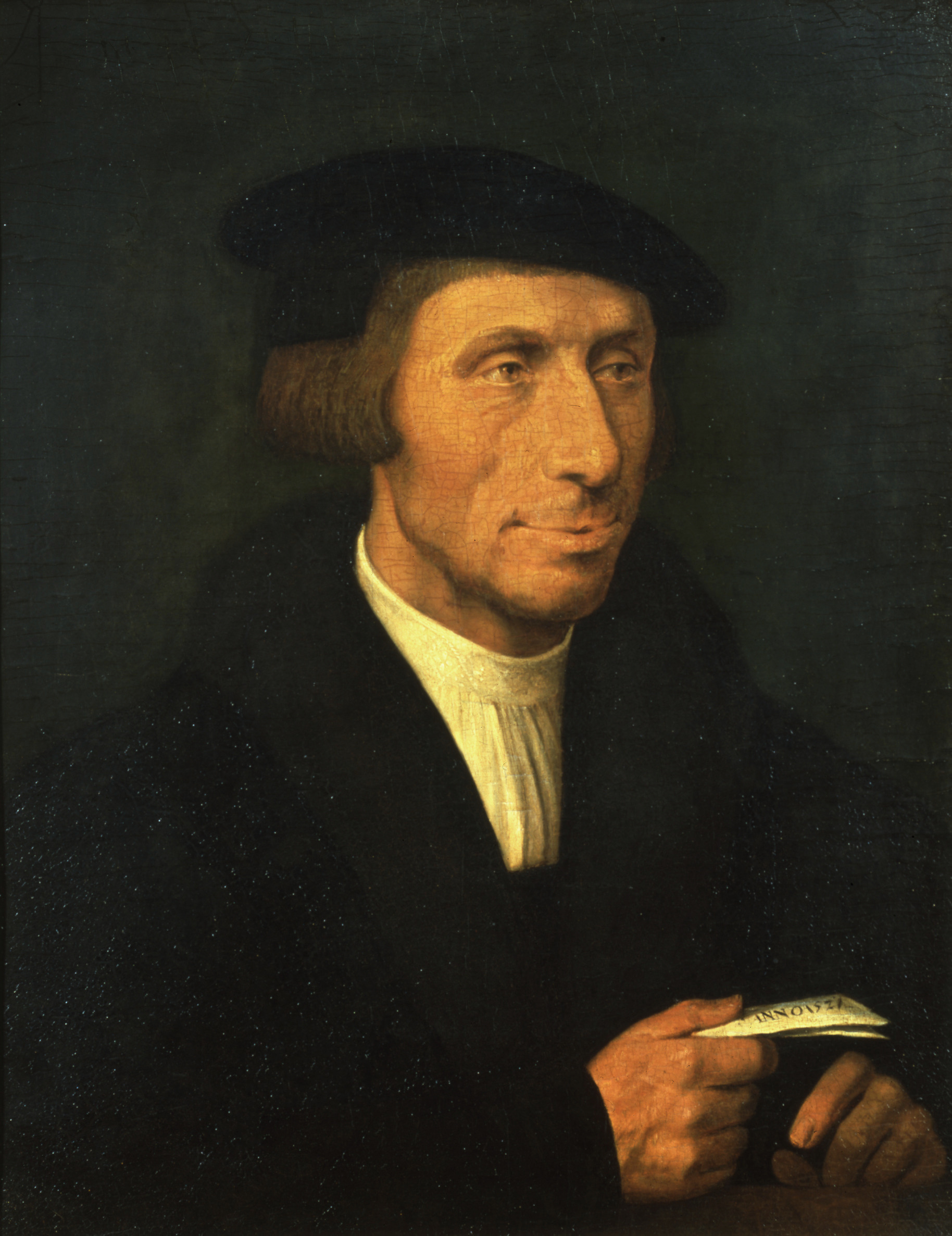
Ritratto di Thomas Linacre

Oltre alla sua opera di studioso, uno dei suoi principali meriti consiste nell'aver promosso la fondazione del Royal College of Physicians (Collegio reale dei medici), il cui atto costitutivo ebbe la sanzione di Enrico VIII il 23 settembre 1518.
Questo collegio fu da allora il solo organo autorizzato a concedere l'abilitazione alla professione medica (infatti in precedenza la medicina era esercitata anche da persone prive di qualsiasi qualifica) e lo stesso Linacre ne fu il primo presidente.
Egli inoltre donò all'istituto la sua biblioteca medica. Grande rilevanza ebbe inoltre l'impulso che Linacre diede agli studi medici universitari: dalle rendite ottenute grazie alle molteplici cariche ecclesiastiche egli trae infatti, in buona parte, i fondi destinati alla promozione dello studio della medicina. I suoi lasciti permisero l'istituzione di tre corsi di medicina, due a Oxford e uno a Cambridge.
Sulle doti di medico di Linacre non è facile invece oggi dare un giudizio, ma non dovevano essere trascurabili, vista la fiducia datagli da tanti uomini eminenti di chiesa e di stato, e dai più illustri studiosi dell'epoca (Erasmo in particolare).

##### L'opera di traduzione
Anche se non lasciò osservazioni originali proprie, a Linacre va attribuito il merito di aver riportato in auge i grandi testi della medicina classica.
Il rifiorire dell'antica dottrina favorì considerevolmente il progresso dell'anatomia, della botanica e della clinica medica. Ma è soprattutto come studioso che egli conquistò l'alta stima dei contemporanei e dei posteri: Erasmo (secondo cui la sua versione latina di Galeno supera per chiarezza lo stesso originale greco), Guillaume Budé, Filippo Melantone, Lascaris, Aldo Manuzio e molti altri.
A Galeno fu dedicata principalmente la sua attività di traduttore. Delle sue traduzioni da questo Autore si conservano: «De sanitate tuenda»(Parigi, 1517); « Methodus medendi » (Parigi, 1519); « De temperamentis et de inaequali intemperie » (Cambridge, 1521); « De naturalibus facultatibus » (Londra, 1523); « De symptomatum differentiis et causis » (Londra, 1524); « De pulsum usu » (Londra, 1523).

##### Gli studi grammaticali
Infine Linacre diede anche un notevole contributo agli studi grammaticali, come testimoniano due sue opere: una grammatica latina in lingua inglese (« Progymnasmata grammatices vulgaria »), e i sei libri del « De emendata structura latini sermonis » a cui lavorò per molti anni.
Nell'« Elogio della follia », Erasmo da Rotterdam descrive Linacre come uno studioso e medico sessantenne che si dedicò per venti anni agli studi grammaticali, con la sola speranza di vivere sufficientemente a lungo per poter distinguere correttamente tutte le parti del discorso.

## Scritti principali
- "Progymnasmata grammatices vulgaria" (Londra, 1512)[3]
- "De emendata structura latini sermonis" (Londra, 1524)[3]
- "Rudimenta Grammatices" (Londra, 1525)[3]